# Ruta Bética Romana

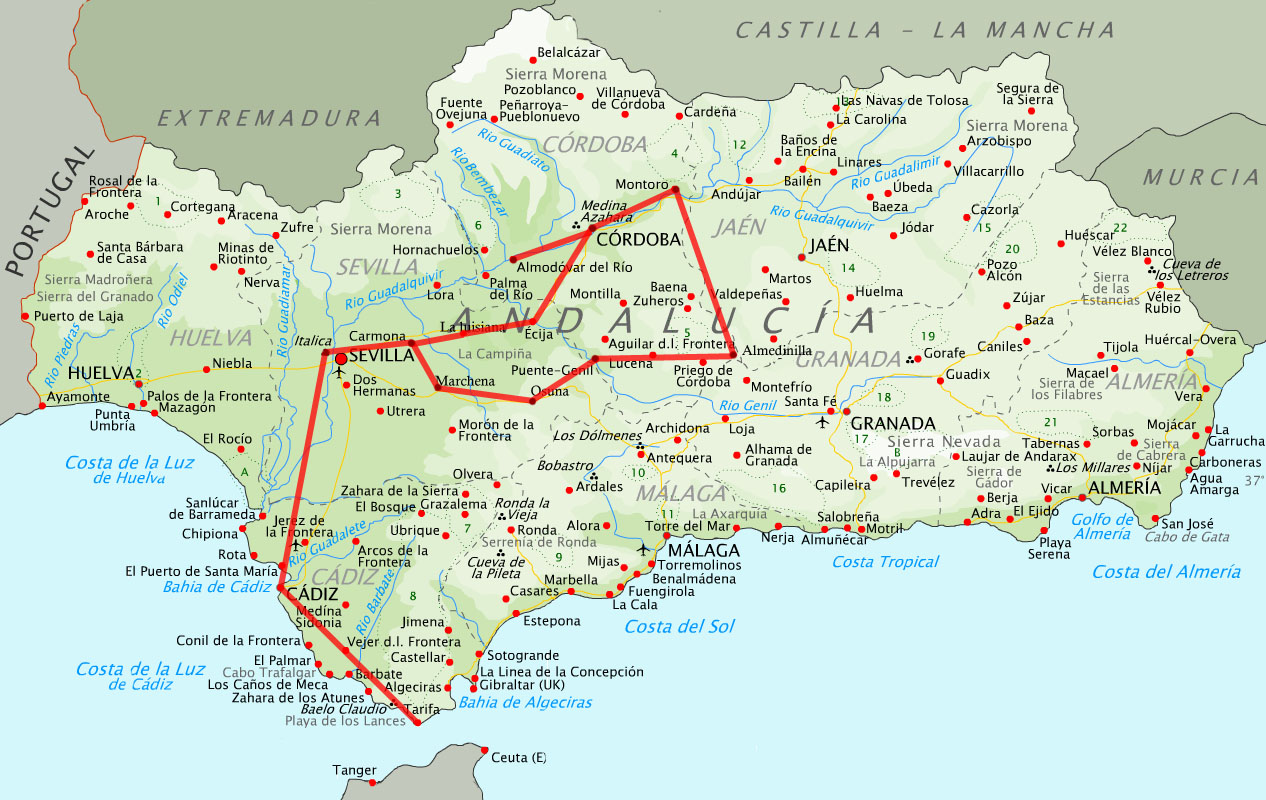
Ciudades por donde transcurre la Ruta Bética Romana.

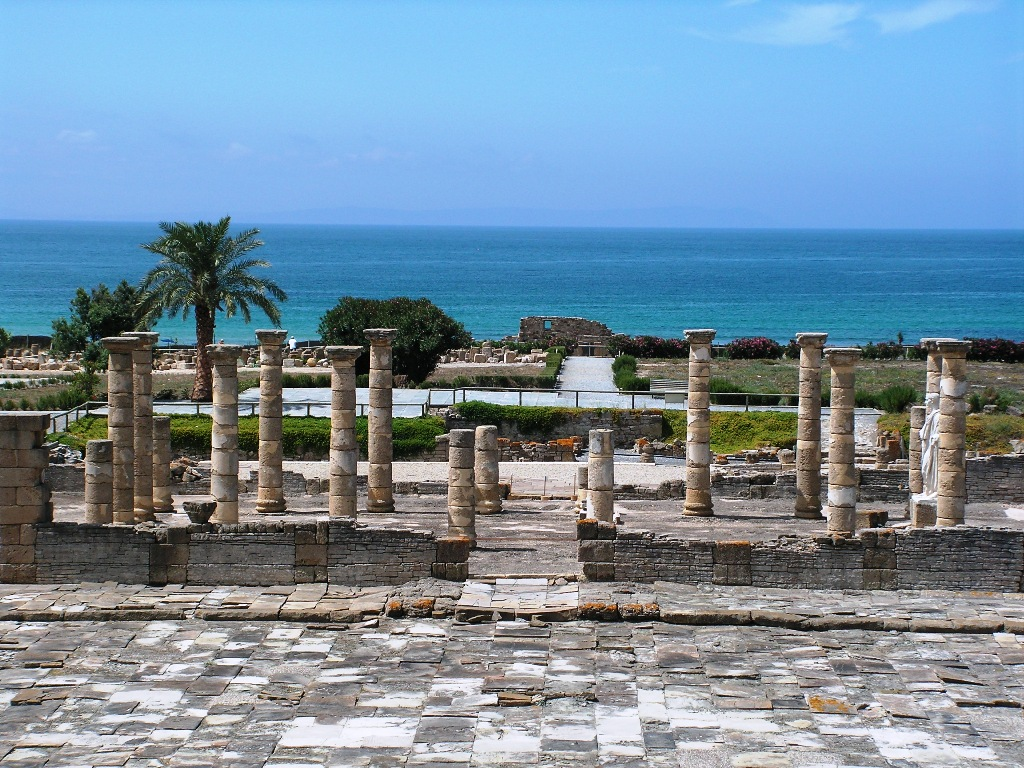
Baelo Claudia, en el término municipal de Tarifa.

La Ruta Bética Romana es una ruta turística española que pasa hoy por catorce ciudades de las provincias de Sevilla, Cádiz y Córdoba. Discurre por la provincia más meridional de la Hispania Romana y abarca territorios por los que pasaba la antigua Vía Augusta. En esta ruta están comprendidos espacios paisajísticos de gran interés geográfico y natural como son el parque natural de la Subbética Cordobesa, la Campiña Sur, el parque natural de la Bahía de Cádiz o el Valle del Guadalquivir.
Igualmente destacan sitios arqueológicos como Itálica, Baelo Claudia, Carteia o Asta Regia.

## Ciudades por la cual transcurre
- Santiponce
- Carmona
- La Luisiana
- Écija
- Almodóvar del Río
- Córdoba
- Montoro
- Almedinilla
- Puente Genil
- Osuna
- Marchena
- Jerez de la Frontera
- Tarifa
- Cádiz